# 高久勝
高久 勝（たかく まさる、1955年10月1日 - ）は、日本の政治家。栃木県那須郡那須町長（2期）。栃木県町村会副会長。那須未来株式会社代表。 那須町議会議員 （2003年 - 2010年）を務めた。

## 経歴
- 1974年（昭和49年）- 3月、栃木県立黒磯高等学校を卒業。
  - 高校卒業と同時に家業である農業を継ぐ。
- 2003年（平成15年）- 8月31日、那須町議会議員補欠選挙にトップ当選。
- 2007年（平成19年）- 2月18日、那須町議会議員選挙にトップ当選[5]。
- 2009年（平成21年）- 11月26日、町長選に立候補を表明[6][7]。
- 2010年（平成22年）- 2月10日、那須町議会議員を辞任。
  - 3月28日、那須町町長選挙に初当選[8][9]。

※当日有権者数：22,915人 最終投票率：69.4%（前回比：pts）
| 候補者名  | 年齢 | 所属党派 | 新旧別 | 得票数  | 得票率 | 推薦・支持 |
| --------- | ---- | -------- | ------ | ------- | ------ | ---------- |
| 高久勝    | 54   | 無所属   | 新     | 9,784票 | 62.2%  |            |
| 佐藤 正洋 | 68   | 無所属   | 現     | 5,954票 | 37.8%  |            |

- 2013年（平成25年）- 9月4日、議会で再選出馬を表明[10]。
- 2014年（平成26年）- 3月18日、同日告示の町長選挙で無投票で再選[11][12][13]。
- 2017年（平成29年）- 9月21日、3選出馬を表明[14]。
  - 9月24日、自宅で体調不良を訴え、脳内出血の疑いで入院[15]。
- 2018年（平成30年）- 2月7日、3選出馬断念を表明[16]
  - 4月6日、任期満了により退任。

## 政策・主張
- 6k＋Fのテーマ『観光、環境、健康、教育、基幹産業、改革、福祉の充実 』と下記のマニフェスト・政策を掲げる。

1. 観光立町を実現するための"まち"づくり
2. 自然との共存を目指した"まち"づくり
3. 健康とスポーツによる"まち"づくり
4. 思いやりの教育による"まち"づくり
5. 地元産品による"まち"づくり
6. ボトムアップ行政による"まち"づくり
7. 老後も安心して住める"まち"づくり

- 道の駅那須高原友愛の森を管理運営する第三セクター、那須未来株式会社の代表を務める。

## 所属団体
- 脱原発をめざす首長会議[17][18]
- 本人の公式ホームページによると、2009年8月まで自民党員であったが同年9月に離党し現在は無所属という[19]。